# Daniił Iwanow
Daniił Walerjewicz Iwanow, ros. Даниил Валерьевич Иванов (ur. 23 września 1986 w Kamieńsku Uralskim) – rosyjski żużlowiec.
Syn Walerija Iwanowa i brat Iwana Iwanowa, również żużlowców.

## Życiorys
W lidze polskiej zadebiutował w 2007 roku w Unii Tarnów. Barwy tego klubu reprezentował również w 2008 r., a w kolejnych latach startował w: SK Lokomotīve Dyneburg (2009), Wandzie Kraków (2010), Polonii Piła (2011) oraz Polonii Bydgoszcz (2012).
Największe sukcesy odnosił w wyścigach na lodzie. Sześciokrotnie zdobył medale indywidualnych mistrzostw świata: dwa złote (2013, 2014), trzy srebrne (2009, 2010, 2012) oraz brązowy (2011). Pięciokrotnie był złotym medalistą drużynowych mistrzostw świata, w latach 2009, 2011, 2012, 2013 i 2014.
W 2014 r. zdobył złoty medal indywidualnych mistrzostw Rosji na lodzie.